# Yevgeny Milevsky
Yevgeny Milevsky (tiếng Belarus: Яўген Мілеўскі; tiếng Nga: Евгений Милевский; sinh 14 tháng 1 năm 1995) là một cầu thủ bóng đá Belarus. Tính đến năm 2017, anh thi đấu cho Gomel.